# 王力 (言語学者)
王力（おう りき、1900年8月10日 – 1986年5月3日）は、中国の言語学者。中国語の音韻・文法などの広い範囲にわたって功績を残した、代表的な中国語学者のひとりであり、言語教育や中華人民共和国の言語政策（普通話の普及や拼音）にも深くかかわった。
字の了一でも知られる、「了一」は「力」の反切。室名は龍蟲並雕斎。

## 生涯
（参考文献の『王力文選』の巻末にある「王力先生生平与学術活動年表」による）
王力は広西省博白（現在の広西チワン族自治区玉林市の一部）の学者の家に生まれた。名ははじめ「祥瑛」といった。はじめは伝統的な学問を身につけ、小学校教師をしていたが、『馬氏文通』を読んで中国語の文法の研究に目を開かれた。
1924年に江亢虎が創立した上海南方大学に入学するが、翌年江亢虎が溥儀の復辟を図る事件が起きると、それに反対する学生運動に参加して退学になり、章炳麟の国民大学に入学した。1926年に清華大学国学研究院に入学し、梁啓超・陳寅恪・趙元任らに学んだ。翌年卒業。論文は「中国古文法」であった。
1928年にフランスに留学してパリ大学で実験音声学と一般言語学を学び、1931年に卒業した。パリ大学でも文法に関する論文を書く予定であったが、それには時間がかかりすぎると言われたために止め、自分の言語（博白方言）を実験音声学的に研究した論文「Une prononciation chinoise de Po-Pei (Province de Kouang-si), étudiée à l'aide de la phonétique expérimentale」を書いた（なお博白方言は粤語に属するが、入声が4種類に分かれるなど特徴のある言語である）。
1932年に帰国して清華大学の講師となり、一般言語学と中国音韻学を教えた。日中戦争がおきると清華大学は奥地に移転し、王力もそれに従って長沙臨時大学・桂林（広西大学）・昆明（西南連合大学）へ移った。その間1939年夏から1年間ハノイに渡って漢越語の研究を行っている。
戦後の1946年には広州の中山大学教授に就任し、1948年には嶺南大学に移った。中華人民共和国成立後の1952年に嶺南大学が中山大学に併合されたため、ふたたび中山大学の教授になった。
1954年には北京大学に移った。同年、文字改革委員会の委員になり、漢語拼音方案の制定にかかわっている。翌年には中国科学院哲学社会科学部の学部委員・語言文化研究所学術委員会の委員に就任している。
文化大革命では他の多くの言語学者と同様に「反動学術権威」ほかの罪状を着せられて批判され、強制労働などをさせられたが、その中でもひそかに執筆活動を続けた。1980年代に出版された『詩経韻読』『楚辞韻読』『同源字典』などはこの時期に書かれたものである。
1979年には共著で『古漢語常用字字典』を商務印書館から出版している。また、晩年の1981年に日本を訪れている。

## 研究内容・業績
王力の著書や論文は非常に多く、また分野も中国語に関するあらゆる分野にひろがっている。
『王力文集』（山東教育出版社1984-1991）は全20巻からなる著作集で、著書はこれに大体収められている。また、学術誌に載った主要な論文は『龍蟲並雕斎文集』（中華書局1980-1982、全3冊）で見ることができる。

### 音韻学
音韻学に関する初期の著書に『漢語音韻学』(1935)がある。その後『漢語史稿』上冊(1957、改訂版1980)、『漢語音韻』(1963)、『詩経韻読』(1980)など、時期によって説がかなり変化している。
上古音の分野ではまず従来「脂部」と呼ばれていた韻部が「脂部」と「微部」の2つに分かれることを示した。これは他の学者も採用し、定説になっている。
上古音でおなじ部に属する字は同じ主母音を持つと考え、中古音で一等と二等に分かれている原因については、二等の方に介母 e/o があったと考えた。これは主母音の数を減らすのには役立っているが、そのぶん介母にしわよせが来ている。韻尾についてはカールグレンなどの考えた -g、-d などの有声韻尾の存在を否定し、前者はゼロ韻尾（または -u）、後者は -i で終わっていたと考えた。四声については中古音と異なり母音に長短の区別があり、舒声は長母音が平声・短母音が上声、促声（-p, -t, -k）は長母音が去声・短母音が入声になったと考えた。上古音の声母に子音連結があったという説については単に否定した。
『同源字典』(商務印書館1982)は、単語家族を集めて上古音を付した字典であり、出典をいちいち示しているところに特徴がある。字典であるためか、集めただけでそこから何かの結論を出そうとはしていない。
上古音と中古音の間の変化を押韻資料から研究した論文に「南北朝詩人用韻考」（清華学報11-3、1936）がある。方言や文体の違いも考慮した用意周到な論文で、現在もしばしば参照される。
日中戦争時にハノイで行った漢越語の研究は「漢越語研究」(嶺南学報1948)にまとめられている。ベトナム語に借用された中国語を、時代によって「古漢越語」「漢越語」およびベトナムで独自変化した「漢語越化」に分け、「漢越語」のもとになった音は唐代長安音であるとした。

### 文法学
1936年に「中国文法学初探」（清華学報11-1、のち1940年に出版）、翌年に「中国文法中的繋詞」（清華学報12-1）、1939年に『中国語文概論』（商務印書館、燕京大学での講義をまとめたもの。1950年に『漢語語法講話』と改題して再版）を発表している。日中戦争中に『紅楼夢』を読んで、従来見すごされてきた文法現象が多々あることに気づき、『紅楼夢』を主な資料として大著『中国現代語法』（1943上冊、1944下冊）、『中国語法理論』（1944上冊、1945下冊）をいずれも商務印書館から出版した。1946年の『中国語法綱要』（開明書店、1957年に『漢語語法綱要』と改題してアレクサンドル・ドラグノフによる序と注釈、セルゲイ・ヤホントフによる書評をつけ新知識出版社より再版）は自説を短くまとめたものである。
イェスペルセンのランク理論（「詞品」）を中国語に応用して首品・次品・末品に分けたのは王力文法の大きな特徴であったが、「唯心主義的」であるとして批判され、後には使わなくなった。
また、ブルームフィールドからは代理や数量詞の考えに影響を受けている。
王力は複数の単語の組み合わせが全体として単語のように働くものを「仂語」と呼んだ。「拿起来」「睡不着」などの現在「動補結構」と言われるものもここに入れられている。いっぽう「子」や「們」などは「記号」（これもブルームフィールドに由来）と呼んで単語には入れず、「了・着」も「情貌」（アスペクト）をあらわす記号とした。
王力は中国語の複雑な構文に「能願式・使成式・処置式・被動式・逓繋式・緊縮式」などの名前をつけてその特徴を分析した。これらの名称の多くは現在も使われている。
現代の中国語で西洋の影響による「欧化語法」が見られることにも早くから注目している。
王力の文法書のいくつかは日中戦争中に日本語訳されている。
- 王力 著、田中清一郎 訳『中国文法学初探』文求堂、1937年。
- 王力 著、佐藤三郎治 訳『支那言語学概説』生活社、1940年。

『中国語文概論』の翻訳。
- 王力 著、猪俣庄八・金坂博 訳『支那言語学概論』三省堂、1941年。

『中国語文概論』の翻訳、『中国文法学初探』の抄訳を付す。

### 言語教育
王力には非常に多くの概説書や啓蒙的な著作がある。国語や普通話の普及のために『江浙人怎様学習国語』(1936)、『広東人怎様学習国語』(1951)のような方言別の標準語学習冊子を作り、のちに別な著者によって同類の書物が多数作られた。文字改革にも深くかかわった。また文言の教育の改革を唱え、高等学校用の教材『古代漢語』(1962、全4冊)の主編となった。

### その他
『漢語詩律学』(新知識出版社1958。原稿は1947に完成)は近体詩・古体詩・詞・曲・現代詩の平仄や押韻などの韻律や文法について研究したもので、実際の作例をもとに規則を帰納しようとした点に特徴がある。

## 主著

### 単著
- 『漢語音韵学』
- 『漢語史稿』
- 『漢語詩律学』
- 『同源字典』
- 『詩詞格律』
- 『詩律餘論』
- 『龍蟲並雕斎文集』
- 『龍蟲並雕斎文集続編』
- 『龍蟲並雕斎詩集』
- 『龍蟲並雕斎瑣語』
- 『詩詞格律概要』
- 『中国古代文化常識』
- 『中国語言学史』
- 『中国現代語法』
- 『中国語法理論』
- 『中国古文法』
- 『中国音韻学』
- 『楚辞韻読』
- 『詩経韻読』
- 『詞類』

### 主編著
- 『古代漢語』
- 『王力古漢語字典』
- 『古漢語常用字字典』
- 『簡明古代漢語字典』